# Jorge Arias (Fußballspieler, 1952)
Jorge Leonardo Arias Mujica (* 24. Juli 1952 in San Miguel, Santiago) ist ein ehemaliger chilenischer Fußballspieler. Der Mittelfeldspieler spielte hauptsächlich für Klubs aus Chile, war aber auch in Spanien aktiv.

## Karriere

### Verein
Jorge Arias begann mit dem Fußballspielen bei Lautaro San Gregorio im Stadtteil von Santiago, in dem er aufwuchs. Im Alter von 14 Jahren kam er zum CD Magallanes, wo er 1971 in der Profimannschaft debütierte und bis 1975 beim Klub blieb. In dieser Zeit war er zweimal in die Segunda División verliehen. Im Jahr 1975 wechselte er nach Spanien zum UD Levante, bei dem er drei Saisons mit seinem Landsmann Carlos Caszely spielte. Anschließend kehrte Arias nach Chile zurück und schloss sich Unión Española an. Bis 1989 lief er noch für weitere chilenische Klubs auf, darunter ein zweites Mal für Magallanes. Dann beendete er vorübergehend seine Karriere, kehrte aber 1992 wieder auf den Platz zurück. Bei den Santiago Wanderers stand er 1994 gemeinsam mit seinem Sohn unter Vertrag. In der Saison 1995 führte er bei seinem vierten Engagement bei Magallanes das Team als Kapitän zum Gewinn der Tercera División. Im Jahr 1996 beendete er seine Karriere endgültig.

### Nationalmannschaft
Arias spielte 1971 unter Trainer Fernando Riera für die U20-Nationalmannschaft bei der U20-Südamerikameisterschaft, bei der Chile als Gruppendritter ausschied.

## Sonstiges
Arias kommt aus einer Fußballfamilie, in der fünf seiner sieben Geschwister beim CD Magallanes spielten. Am bekanntesten ist sein Bruder Antonio, der 30 Länderspiele absolvierte. Auch sein gleichnamiger Sohn ist Profifußballspieler und stand gemeinsam mit seinem Vater in den 1990er Jahren auf dem Platz.